# Departamento Sanagasta
Sanagasta es uno de los 18 departamentos en los que se divide la provincia de La Rioja (Argentina).

## Población
De acuerdo a los datos preliminares del Censo 2010, vivían 2.330 personas en todo el departamento. Esta cifra lo ubicó como el segundo departamento menos poblado de la provincia, tras General Lamadrid.
Para el censo 2022 el departamento registró 3038 habitantes. Esto representó un aumento en la cantidad de personas del 29,6%, mayor al crecimiento poblacional provincial que se situó en 15,1%.Estos datos situaron al departamento como el segundo que más creció en población de la provincia.

#### Censos anteriores
- Población 1991: 1,668 habitantes (Indec, 1991)
- Población 2001: 2,165 habitantes (Indec, 2001)

### Superficie y límites
El departamento posee 1711 km² y limita al norte con los departamentos Famatina y Castro Barros, al este y sur con el departamento Capital y al oeste con el departamento Chilecito.

### Localidades y parajes
- Villa Sanagasta
- Alta Gracia (Sanagasta)
- Huaco (Sanagasta)

### Sismicidad
La sismicidad de la región de La Rioja es frecuente y de intensidad baja, y un silencio sísmico de terremotos medios a graves cada 30 años en áreas aleatorias. Sus últimas expresiones se produjeron:
- 12 de abril de 1899 (126 años), a las 16.10 UTC-3 con 6,4 Richter; como en toda localidad sísmica, aún con un silencio sísmico corto, se olvida la historia de otros movimientos sísmicos regionales (terremoto de La Rioja de 1899)
- 24 de octubre de 1957 (67 años), a las 22.07 UTC-3 con 6,0 Richter (terremoto de Villa Castelli de 1957): además de la gravedad física del fenómeno se unió el olvido de la población a estos eventos recurrentes
- 28 de mayo de 2002 (23 años), a las 0.03 UTC-3, con 6,0 escala Richter (terremoto de La Rioja de 2002)[5]